# Rhinopoma hadramauticum
Rhinopoma hadramauticum és una espècie de ratpenat de la família dels rinopomàtids. És endèmic del Iemen.

## Descripció

### Dimensions
És un ratpenat de mida mitjana, amb la llargada del cap i del cos entre 58 i 68 mm, la llargada de l'avantbraç entre 52 i 55,7 mm, la llargada de la cua entre 54 i 62 mm, la llargada de les orelles entre 19,6 i 21,6 mm i un pes de fins a 11,2 g.

### Descripció
El pelatge és curt i fi. El dors i el baix ventre manquen de pèls. El color general del cos varia pel grisenc al marró-grisenc. Els mascles adults tenen un ample collar marró-groguenc. El musell es corba cap amunt, amb una cresta cutània relativament grossa, el marge superior de la qual és trapezoïdal. Els ulls són grossos. Les orelles són grises, triangulars i unides al front per una membrana cutània. El tragus és ample, amb l'extremitat punteguda i diverses perforacions al marge posterior. Les membranes alars són grises i acoblades posteriorment a la tíbia, ben per damunt dels turmells. La cua és molt llarga i prima i s'estén ben enllà de l'uropatagi, que es redueix a una membrana. Manca de calcani.

## Biologia

### Comportament
Se n'ha observat una única colònia d'aproximadament 150 individus a l'interior d'un edifici abandonat.

## Distribució i hàbitat
Aquesta espècie és difosa al Iemen sud-oriental.

## Estat de conservació
Com que fou descoberta fa poc, l'estat de conservació d'aquesta espècie encara no ha estat avaluat formalment.